# قائمة سلالات الدجاج البياض
قائمة الدجاج البيّاض، (بالإنجليزية The best egg laying chicken breeds)،
هي قائمة ويكيبيدية تدرج سلالات الدجاج الأصلية (المسجلة) من النوع البياض.